# Salm-Horstmar
Salm-Horstmar fou un comtat i principat del Sacre Imperi Romanogermànic. Fou cedit a Frederic Carles August en compensació per l'annexió del seu wild i ringraviat de Salm-Grumbach a França el 1803 i estava situat a Horstmar al nord-est de Munster. Fou mediatitzat el 1806 i el 1814 cedit a Prússia on fou un comtat mediatitzat elevat a principat i par el 1816. El 1892 va vendre el títol a Salm-Salm. La branca encara subsisteix.